# Die Harfe und der Schatten
Die Harfe und der Schatten (spanisch: „El arpa y la sombra“) ist der Titel des letzten, 1979 veröffentlichten Romans Alejo Carpentiers. Erzählt werden die Versuche zweier Päpste, Christoph Kolumbus wegen seiner Entdeckungen selig zu sprechen, und im Kontrast dazu die Lebensbeichte des Seefahrers. Die deutsche Übersetzung von Anneliese Botond wurde ebenfalls 1979 publiziert.

## Überblick
In seinem historischen Roman kontrastiert Carpentier den Plan Papst Pius IX. und seines Nachfolgers Leo XIII., Kolumbus als Symbolfigur für die Verbindung der Alten mit der Neuen Welt selig zu sprechen, mit der Lebensbeichte des Seefahrers über seine Strategien, Vizekönig von Amerika zu werden, und lässt so Kolumbus selbst den Mythos vom genialen Entdecker einer neuen Welt untergraben. Der Roman besteht aus drei Teilen. Der erste handelt von Papst Pius IX. und seinem Plan, im zweiten blickt Kolumbus auf sein Leben zurück, der dritte erzählt von der Verhandlung über die Seligsprechung.
| → Die Abschnitte des Romans |
| I Die Harfe (1) Papst Pius liest die Petition zur Seligsprechung Kolumbus‘. (2) Der Rückblick auf seine Biographie, (3) die Reise nach Chile und den (4) Aufenthalt in Santiago endet mit der Unterzeichnung des Antrags. II Die Hand (1) Kolumbus wartet auf den Beichtvater. Inzwischen blickt er zurück auf: (2) Seine Wollust und seine Wissbegierde, (3) die Informationen über die Reisen der Wikinger nach Amerika, (4, 5) seine Werbung für eine Erkundung der Westroute nach Asien, (6) die Zustimmung Königin Isabellas für eine Expedition, (7) seine Seereise über den Atlantik, (8, 9) die Landnahme und Suche nach den Goldgruben, (10) seine Rückreise nach Spanien, (11) den Empfang in Barcelona und die Präsentation der Indianer, die Kritik der Königin und ihr neuer Auftrag, (12) die weitere Seereise und seine Vorschläge für die Kolonisierung der Länder mit Indianersklaven, (13) seine Rückkehr von der zweiten Reise, das Verbot der Indianerversklavung und (14) seine Idee einer Missionierung der Indianer. (15) Kolumbus zieht ein selbstkritisches Resüme, (16) er will aber nicht seine Innensicht beichten. III Der Schatten (1) Kolumbus Geist besucht die Reliquiensammlung des Vatikans und (2) verfolgt die Verhandlung seiner Seligsprechung vor dem Kollegientribunal, (3) anschließend löst er sich im Äther auf. |

## Handlung

### I Die Harfe
Die Handlung spielt 1869, fünf Jahre nach der Veröffentlichung der Enzyklika „Quanta cura“ mit dem Anhang „Syllabus errorum“, einer Liste mit 80 von der Kirche als falsch verurteilten Aussagen.
Papst Pius IX. wird auf dem Tragsessel aus der Sakramentskapelle des Petersdoms zu seinen Privatgemächern im Apostolischen Palast in der Vatikanstadt getragen (1. Abschnitt). Hier liest er das zur Unterzeichnung bereitliegende Dekret zur Seligsprechung Christoph Kolumbus‘. Vor dreizehn Jahren, 1856, hat er den französischen Historiker Graf Roselly de Lorgues beauftragt, zur Stützung seines Antrags eine Geschichte des Amerika-Entdeckers zu schreiben. Jetzt, da ihm alle Gutachten vorliegen, zögert er mit der Unterschrift, weil die Ritenkongregation normalerweise nur zeitnahe und keine historischen Fälle untersucht. Nach der Erinnerung an die Vorgeschichte (2–4) bringt er die Akte dann doch auf den Weg der Überprüfung (4).
Eingeschoben in die Szene der Unterzeichnung ist der Rückblick auf die Vorgeschichte des Dekrets. Sie beginnt mit der Kindheit des Papstes, des Sohnes aus der gräflichen Familie Giovanni Maria Mastai-Ferretti in Sinigaglia bis zu seinem Eintritt in den Orden des Hl. Franziskus und seiner Priesterweihe in Rom. Zu seiner Amerikareise kam es, als der neue apostolische Nuntius in Chile ihn bat, ihn wegen seiner Spanischkenntnisse als sein Auditor zu begleiten (2). Die meisten südamerikanischen Staaten hatten zu diesem Zeitpunkt ihre Unabhängigkeit von Portugal und Spanien erklärt, waren aber von Bürgerkriegen und ideologischen Kämpfen zwischen Katholiken und Freigeistern verschiedener Ausprägung überzogen. In diesem Zusammenhang ist die Strategie Bernhardo O’Higgins, des nach der Unabhängigkeit 1818 ersten Regierungschefs Chiles, zu sehen: Er bat Papst Pius VII. um die Entsendung einer apostolischen Delegation, um die chilenische Kirche neu zu organisieren und sie mit Unterstützung des Vatikans dem Einfluss der spanischen Kirche zu entziehen und damit eine befürchtete Basis für die Rückeroberung des Landes zu beseitigen. 1823 fuhr Mastai mit dem Gefolge des Gesandten, Erzbischof Giovanni Muzi, auf der „Héloïse“ von Genua aus über Montevideo nach Buenos Aires und reiste nach einer Pause 1824 über die Kordilleren nach Santiago (3).
Bei ihrer Ankunft in Santiago erfuhren die Italiener, dass O’Higgins gestürzt worden war und sie waren unsicher, ob sein Nachfolger im Präsidentenamt Ramón Freire y Serrano seine Politik anders ausrichtete, vielleicht in Richtung Liberalismus und Säkularisierung. Mastai unterhielt sich mit den Gebildeten der Stadt, um die Stimmung im Land zu erkunden, über die Utopien der Französischen Revolution und verbarg sich, um sie zum freien Sprechen zu animieren, in jesuitischer Schulung unter einer Maske des liberalen und fortschrittsfreundlichen Katholiken. Die Verhandlungen mit Freire ergaben kein klares Bild, er verkündete die Pressefreiheit und strebte offenbar eine nationale Kirche ohne Bindung an Rom an. Die Vatikandelegierten gerieten in die öffentliche Kritik, sie seien Spione und wollten alte Strukturen restaurieren und die Reformen behindern. Muzi sah seine Mission als gescheitert an und reiste mit dem Gefolge nach Italien zurück.
Mastai wertete seine Erfahrungen aus. Er sah, dass sich der Katholizismus in Südamerika sehr von dem europäischen unterschied. Im Vatikan kannte man nicht die Namen der in Chile verehrten Heiligen und nicht die vielen regionalen Varianten der christlichen Feste. Um ein gemeinsames Band zu knüpfen, müsste es einen universal anerkannten Heiligen geben. Mastai dachte an Christoph Columbus, der einen Kontinent für die Missionierung entdeckt hatte. Diese Erinnerung führt zur Unterzeichnung. Ergänzend zu den Gutachten wünscht er sich, er wäre Beichtvater des „Entdeckers des Planeten“ gewesen (4).

### II Die Hand
Der Hauptteil des Romans spielt im Mai 1506 in Valladolid und erzählt die fiktive Autobiographie von Kolumbus, gestützt auf viele Quellen, Bordbuch, Berichte über die zeitgenössischen Diskussionen usw. Der sterbende Kolumbus überdenkt den „Irrgarten [s]einer Vergangenheit“ mit den Worten Augustinus „Mein Leib erträgt nicht länger die Last meiner blutenden Seele“ (Abschnitt 15). Es ist ein „Prozess, in dem [er] letztendlich allein […] mit seinem Gewissen [ist]. Das [ihn] schwer beschuldigt und auch wieder frei spricht“. Als er in seinen Reisenotizen blättert, „überfallen [ihn] Grausen, Gewissensnöte, Scham, das Wort GOLD so oft darin zu lesen“. „Es ist, als hätte ein böser Zauber, ein höllischer Hauch diese Handschrift besudelt, die mehr die Suche nach einem Land des Goldenen Kalbs zu beschreiben scheint, als die Suche nach dem Gelobten Land zur Rettung von Millionen in der unheilvollen Finsternis der Götzenanbetung befangener Seelen“ (10). Er resümiert: „Du bist durch eine Welt gegangen, die dich gefoppt hat, als du glaubtest, sie erobert zu haben, und die dich in Wirklichkeit aus ihrem Umkreis vertrieben hat, so dass du nun ohne hier und ohne dort bist. Ein Schwimmer zwischen zwei Wassern, ein Schiffbrüchiger zwischen zwei Welten, wirst du heute oder in der Nacht oder morgen sterben als Hauptfigur in erfundenen Geschichten“ (15). Dem Beichtvater will er aber nur das erzählen, „was in Marmor geschrieben werden kann“, d. h. seine offizielle Version (16).
Zu Beginn seines Rückblicks beschuldigt er sich der Wollust als Weintrinker und Besucher von Bordellen in allen Häfen, in denen seine Schiffe anlegten. Das Gegenstück zu seinen leiblichen Genüssen war seine Wissbegierde. Er beobachtete die Natur, die Tiere, die Wellen- und Wolkenbildungen, die Windrichtungen, den Vogelflug usw. und sammelte Berichte über die Fahrten anderer Seemänner. Beides nutzte er mehr für die Navigation als die Seekarten. Alles, was er in alten Sagen, z. B. der Argonautensage, antiken Mythen und historischen Reiseberichten über die Seefahrt in ferne Länder und deren Bewohner finden konnte, interessierte ihn (2).
Eine entscheidende Etappe in seiner Biographie ist die Nordlandfahrt für die Firma Spinola und Di Negro mit dem Lotsen Meister Jakob, der in Irland an Bord kam. Kolumbus glaubte, hier am äußersten Rand der Erde zu sein und an die Grenze des Bekannten zu stoßen (3). Da erzählte ihm Jakob von den Fahrten der Wikinger vor langer Zeit. Er hatte aus den Schriften Adam von Bremens und Ordericus Vitalis von den isländischen Vinland-Sagas erfahren, in denen von den Reisen Leif Erikssons, Leif-vom-guten-Glück genannt, zu einem Grünland und einem Weinland im Westen berichtet wird.
In der Erinnerung an diese Informationen, die ihn zu seiner Suche nach einem Land im Westen animierten, bezeichnet er sich in seiner Lebensbeichte als Schwindler. Er verschwieg nämlich die Quelle seiner Idee und wanderte mit seiner „Wunderschaubühne“ von Hof zu Hof und warb für seinen Plan, unbekümmert darum, für wen er segeln würde. Wichtig war für ihn, als Seefahrer das Ziel zu erreichen. Die Verbreitung der christlichen Lehre durch Missionare könnte später kommen. Um Mäzene zu finden, die ihm Schiffe ausrüsteten, versprach er ihnen auf einem sicheren Seeweg den Handel mit imaginären sagenhaften gold- und gewürzreichen Ländern und berief sich auf griechische Sagen. Er zitierte Jesaja und Salomon aus der Heiligen Schrift und v. a. Senecas Prophezeiung: „Kommen werden […] Zeiten, da das Ozeanische Meer die Bande der Dinge lockert und ein großes Land sich auftut und ein neuer Seemann […] eine neue Welt entdeckt.“ Er fand für seine Idee, auf einer Westroute nach Indien zu gelangen, interessierte Zuhörer, die seinen Plan kontrovers diskutierten. An den Königshöfen hatte er jedoch keine Fürsprecher und man wollte wegen der hohen Kriegskosten kein Geld in ein unsicheres Projekt investieren (4).
Daraufhin entwickelte er eine neue Strategie. Er versuchte, in den Kreis des Adels durch die Heirat mit Filipa de Perestrelo e Moniz einzudringen, er erfand zur Veredlung seiner Biographie ein Studium in Pavia, eine Freundschaft mit Herzog René sowie einen Admiralsonkel und streute gezielt Gerüchte aus, er würde auch mit dem portugiesischen und französischen König über einen Vertrag verhandeln (5). So gelang es ihm nach einiger Zeit, er war inzwischen vierzig Jahre alt und, in Carpentiers Version, der Geliebte Isabellas von Kastilien, die Königin von der Idee zu überzeugen, dass der Lauf der Weltgeschichte von Assyrien, Mazedonien, Rom, Germanien nach Spanien, wie die Bewegung der Gestirne, von Osten nach Westen gerichtet ist und es ihre Sendung ist, diese Linie über den Atlantik fortzusetzen (6).

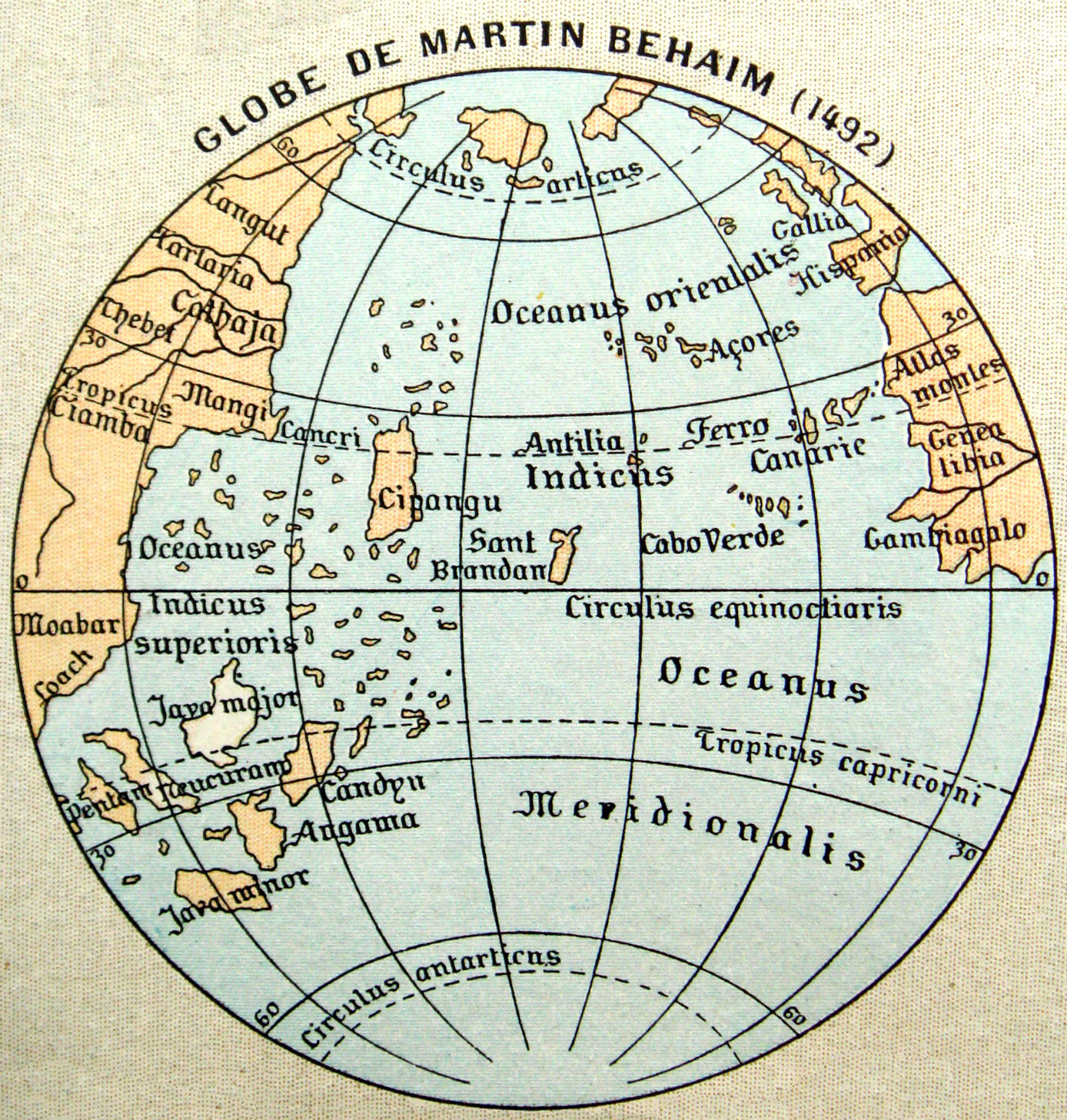
Globus von Martin Behaim, 1492

Im August 1492 trat er mit drei Schiffen die Reise an. Er hatte das „berauschende[-] Gefühl, in neue Windstriche aufzubrechen, den Ruhm […] und vielleicht sogar die Unsterblichkeit im Andenken der Menschen an Einen, der […] schon jetzt auf den Titel eines Welterweiterers Anspruch erheben kann“ zu erringen. Als er merkte, dass die geplante Seemeilenzahl überschritten wird, täuschte er die immer unzufriedener werdende Mannschaft durch zu niedrige Angabe der täglich zurückgelegten Strecken. So konnte er eine Meuterei verhindern und im Oktober sein Ziel erreichen, sich Großadmiral des Ozeanischen Meeres, Vizekönig und Gouverneur auf Lebenszeit aller entdeckten und noch zu entdeckenden Länder nennen zu dürfen. Nun begann, wie er meinte, auf einer Insel Cipangos, d. h. Japans, die Suche nach der „Goldhauptgrube“, mit der er die Investoren geködert hatte (7–9).
Seine Lügenkette setzte er fort, indem er einige Indianer zwang, ihn zu den Goldgruben zu führen, und ihnen eine Belohnung versprach. Da sie diese aber nicht fanden (10), brachte er sie im März 1493 als Trophäen nach Spanien und führte sie in einem Triumphzug in Phantasiegewänder gekleidet zusammen mit Papageien, Reptilienhäuten, tropischen Pflanzen und spärlichem Goldschmuck dem königlichen Hof in Barcelona vor. Kolumbus wurde geehrt, aber die Königin bilanzierte in einem Privatgespräch seine Reise nüchtern. Er sei ein wortgewandter „Schwindler – wie eh und jeh“. Das investierte Geld habe nicht den entsprechenden Erfolg gebracht. Die Ressourcen der entdeckten Länder seien für den Handel uninteressant, aber er müsse weitere Fahrten unternehmen, um für Spanien diese Gebiete aus Gründen der Machtpolitik gegen den Rivalen Portugal zu sichern und für die Erschließungen offenzuhalten. Die Indianer sollten missioniert und in ihr Land zurückgebracht werden. Die meisten starben an Krankheiten und dem einzigen Überlebenden war die christliche Lehre fremd und er verstand z. B. nicht, warum Adam und Eva für das Essen von Früchten bestraft worden waren (11).
Da Kolumbus auch auf der zweiten Fahrt das Gold- und Gewürzland nicht entdeckte, machte er 1496 dem König den Vorschlag, auf den Inseln Plantagen anzulegen oder Indianer als Sklaven nach Europa zu holen (12). Während seiner Abwesenheit war die zurückgebliebene Mannschaft auf der Suche nach verstecktem Gold und Perlen mit Waffen in die Dörfer eingedrungen, hatte die Hütten durchsucht, die Frauen vergewaltigt und die Männer getötet, vertrieben oder gefangen genommen. Kolumbus ließ die Gefangenen, ohne auf die Genehmigung des Königs zu warten, mit der Lüge, sie seien Rebellen gegen die Krone, und unter dem Vorwand, ihre Seelen würden vor ihrem teuflischen Götzenkult gerettet, auf mehreren Schiffen nach Spanien transportieren. Doch bei der Rückkehr von seiner zweiten Amerikareise erreichte ihn die Nachricht vom Verbot des Sklavenhandels und der zornige Befehl des Königspaares, die Geschäfte rückgängig zu machen. Schnell erkannte er die neue Situation und wechselte wie ein Gaukler, begleitet von der Schadenfreude seiner Kritiker und Gegner, die Rolle des Großadmirals mit der des schuldbewussten barfüßigen Büßers (13).
Nachdem auch weitere Fahrten nicht den gewünschten Erfolg brachten, proklamierte er eine neue Idee: Nicht der wirtschaftliche Erfolg solle im Vordergrund stehen, sondern die Missionierung der Heiden, um Millionen Seelen zu retten. Ihre Christianisierung könne aus ihren Ländern ein irdisches Paradies machen (14).

### III Der Schatten
Im dritten Teil des Romans unternimmt Papst Leo XIII., der Nachfolger Pius IX., am Vorabend des 400. Jahrestages der Entdeckung Amerikas einen weiteren Anlauf zur Seligsprechung Kolumbus‘. Die Verhandlung vor dem Kollegientribunal (Abschnitt 2) verläuft wie eine Gerichtsverhandlung: Der Postulator Giuseppe Baldi als Anwalt für die Seligsprechung und der Protonotar Léon Bloy streiten sich mit dem Staatsanwalt, dem Promotor Fidei, auch Advocatus Diaboli genannt. Dessen Aufgabe ist es, die Argumente für eine Kanonisierung zu widerlegen. Das kirchenrechtliche Verfahren nimmt im Roman zunehmend surreale, überzeitliche Züge an: Schriftsteller und Theologen, Victor Hugo, Jules Verne, Bartolomé de Las Casas und Alphonse de Lamartine, erscheinen als Belastungszeugen und ihre Gestalten verflüchtigen sich wieder nach ihren Aussagen. Auch die von phantasmagorischen Figuren besetzten Dunstschwaden der Bekämpfer der schwarzen Legenden gegen die spanische Conquista verfliegen am Ende. Sie sind nur dem „Unsichtbaren“, Kolumbus, sichtbar, der die Verhandlung als Zuschauer und Kommentator verfolgt.
Am Ende der Verhandlung wird der Antrag auf Seligsprechung Kolumbus‘ wegen seines Konkubinats mit Beatriz und des Sklavenhandels abgelehnt. Dieser kritisiert beleidigt das Urteil, v. a. beim Konkubinat fühlt er sich falsch verstanden und träumt sich in einen Ritterroman hinein. Er vergleicht sich mit dem jungen Edelmann Amadis von Gallien, der sich für Oriana, die hohe Herrin aus Madrigal de las Atlas, in den Kreuzzugskampf stürzte. Er habe auch seiner hohen Königin gedient und deshalb nicht heiraten dürfen: „Es gab in meinem Leben einen wunderbaren Augenblick, in dem […] meine Seele geadelt wurde durch eine vollkommene Kommunion von Fleisch und Geist und ein neues Licht die Finsternisse meiner Fieberphantasien und Nachtgedanken zerstreute“.
Auf dem Petersplatz wird Kolumbus von einem anderen Schatten, dem des genuesischen Großadmirals Andrea Doria getröstet, ein Seemann sei nicht zum Heiligen geschaffen. Jetzt, da er dazu verurteilt worden ist, ein Mensch wie jeder andere zu sein, kann er sich aus dem Zwischenstadium der „Durchsichtigen“ auf der Erde lösen und wird „eins mit der Transparenz des Äthers“ (3).

## Form
Carpentiers Roman besteht aus drei Teilen. Der erste und dritte erzählen von zwei Versuchen der Seligsprechung und bilden den Rahmen für den Hauptteil, die fiktive Autobiographie von Kolumbus. Dabei wechseln die Perspektiven: von der mit auktorialen Erklärungen durchmischten personalen Form aus dem Blickwinkel Pius IX. im ersten Teil zu der Ich-Form im zweiten und wiederum zu einer auktorialen Erzählsituation im dritten Teil.
Die Überschriften der Teile entnahm Carpentier einem als Motto dem Roman vorangestellten Sinnspruch aus der Legenda aurea, der die Voraussetzungen für den guten Klang einer Harfe (Kunst, Hand und Saite) mit dem Menschen vergleicht: Körper, Seele und Schatten. Die drei Teile sind mit Zitaten überschrieben, die den Wandel des Kolumbus-Bildes im Roman repräsentieren: Sie sind 1. dem „Lob Gottes“-Psalm 150, 2. Jesajas Prophezeiung des Untergangs der Städte Kanaans (Jesaja 23,11) und 3. Dantes „Göttlicher Komödie“ über die Geister berühmter Menschen in der Hölle (4. Gesang)
entnommen.
Carpentier kombiniert in seinem Roman sorgfältig recherchierte historische Ereignisse, gestützt auf viele alte Quellen, u. a. Kolumbus‘ Bordbuch, kritische Bewertungen von Zeitgenossen des Seefahrers, aber auch auf Legenden, denn die Entdeckung Amerikas war in den verschiedenen Darstellungen immer ein Zwitter von Wahrheit und Erfindung. Auch das im 20. Jh. durchwegs kritische Kolumbus-Bild zeigt eine widersprüchliche Persönlichkeit: ein wissbegierig Lernender, Forscher, von einer Idee besessener, waghalsiger Seefahrer, religiöser Mensch, der das Paradiesbild der neuen Welt und ihrer guten Wilden schildert, Scharlatan, Spekulant, Ausbeuter, Sklavenhändler, Wegbereiter der Conquista in Lateinamerika usw.

## Entstehungsgeschichte
In einem Interview anlässlich der deutschen Publikation von „Die Harfe und der Schatten“ erzählt der Autor, wie sein Roman entstand:
Seine Auseinandersetzung mit dem Entdecker Amerikas begann 1937, als er den Auftrag erhielt, eine Radiofassung von Paul Claudels „Le livre de Christophe Colomb“ für Radio Luxemburg zu schreiben. Ihn irritierten die hagiographischen Züge des potentiellen Heiligen Christophoros, der Christus auf seinen Schultern in die Neue Welt trug, die Claudel der Gestalt Kolumbus verlieh.
Jahre später stieß Carpentier auf drei Bücher über Kolumbus: Der französische Schriftsteller Léon Bloy setzt sich in „Le Révélateur du globe“ für die Kanonisierung von Kolumbus ein und stützt sich dabei auf die Biographie des katholischen Historikers Graf Romilly de Lorgues, der Kolumbus mit Abraham, Moses und dem heiligen Petrus vergleicht. Das widersprach Carpentiers Wissen über Kolumbus: ein genialer Mensch, aber ohne Missionsauftrag und ohne Sinn für Nationalität, also ungeeignet für einen spanischen Nationalhelden. Dieses Bild des Seefahrers erweiterte sich, als er aus Menéndez Pidals Essay erfuhr, dass Kolumbus mehrmals auf Island war, wo man bereits im Jahr 1000 in sagenhaften Chroniken von Ländern im Westen sprach. Carpentier griff diese Information als Hypothese auf, Kolumbus habe angenommen, wie die Wikinger, nach Westen segelnd ein riesiges fruchtbares Land zu erreichen. In seiner Romankonzeption bezog er sich auf einen Satz aus der „Poetik“ des Aristoteles, dass der Dichter eher ein Erfinder von Handlungen sein soll...denn wirklich Geschehenes kann zuweilen dem entsprechen, was wahrscheinlich und möglich gewesen wäre. Dazu passt, dass Kolumbus Dinge kaschierte und unverfroren log, wenn er von sich selber redete, wie Carpentier bei der Analyse der Briefe und Bordtagebücher feststellte. Daher variierte er den Satz des Aristoteles, dass der Romancier die Geschichte so arrangieren darf, wie sie hätte geschehen müssen oder können, so, wie er sich diese vorstellen kann. Carpentier wählte als Rahmen für seinen Roman die Postulation des Papstes Pius IX., Kolumbus heiligzusprechen, und verbindet Historie mit Phantasie: „Die Richter verwarfen die Kandidatur von Kolumbus, er wurde kein Heiliger und in meinem Roman erzähle ich warum.“
Mit seinem Roman wollte Carpentier, wie er in dem Interview weiter ausführt, der europäischen Lesart der Weltgeschichte die lateinamerikanische Perspektive gegenüberstellen: In Europa besitze man seit dem 17. Jahrhundert ein gewisses Monopol über die Universalkultur. Frankreich, Deutschland und England hätten sowohl in der Philosophie wie in der schöpferischen Kunst ein überaus reichhaltiges 18. und 19. Jahrhundert erlebt. Man habe sich von der eigenen Kultur ernährt und nicht bemerkt, dass im spanischsprachigen Amerika – abgesehen von der großartigen präkolumbianischen Vergangenheit – immer schon einige besonders originelle kulturelle Ideen herangereift seien. Carpentier zählt Beispiele auf, um den Beitrag Lateinamerikas zur Universalkultur zu demonstrieren.
Carpentiers Beitrag zu dieser Aufklärung basiert auf seiner politischen Verantwortung und seiner literarischen Verpflichtung Im dritten Teil des Romans legt er seine Botschaft Jules Verne in den Mund: „Durch diese Reise hat die alte Welt die Verantwortung für die moralische und politische Erziehung der Neuen Welt übernommen. Aber war denn die Alte Welt mit all ihren engstirnigen Ideen, ihren halbbarbarischen Impulsen, ihrem religiösen Hass dieser Aufgabe überhaupt gewachsen?“

## Rezeption
Michi Strausfeld beschreibt in ihrem Buch über die Geschichte der lateinamerikanischen Literatur die Rezeption von Carpentiers letztem Roman in Deutschland: Ein halbes Jahr vor seinem Tod stieß die Vorstellung von „Die Harfe und der Schatten“ im großen Hörsaal 6 der Frankfurter Universität bei Professoren, Studenten und Kritikern, u. a. Joachim Fest von der FAZ, auf großes Interesse. Die Veranstalter wählten als Termin den 12. Oktober 1979, den Jahrestag der Entdeckung Amerikas, in Spanien ein Feiertag.
Viele Rezensenten äußerten ihre Wertschätzung des Autors, der erst nach dem „Boom“ der lateinamerikanischen Literatur in den 1960er Jahren in Deutschland bekannt wurde und als „Vorläufer“ der Nobelpreisträger Asturias, Neruda, García Márquez und Vargas Llosa gilt. Übereinstimmend beurteilte die Literaturkritik seine Vermittlung eines bisher weitgehend unbekannten Südamerikabildes positiv und lobte die Verbindung von sorgfältig recherchierter Geschichte mit dichterischen Erfindungen in literarisch elaborierter Form.
Strausfeld vergleicht Carpentiers Kolumbus-Roman mit zwei anderen: Antonio Benítez-Rojos „El mar de las lentejas“ (Das Linsenmeer, 1979) und Abel Posses „Los Perros del Paraiso“ (Die Hunde des Paradieses, 1983). Gemeinsam ist ihnen die Befragung der Faszination des Seefahrers und Forschers mit dem Ergebnis der Entmystifizierung des Kolumbus-Denkmals und der Wertung, dass der eurozentrierte Blick des Entdeckers für die nachfolgende Kolonisation Lateinamerikas verheerenden Folgen hatte.
1979 wurde der Roman mit dem Prix Médicis étranger ausgezeichnet.